# اسپیویز کرنر (کارولینای شمالی)
اسپیوی'س کرنر (به انگلیسی: Spivey's Corner) شهری در ایالت کارولینای شمالی کشور ایالات متحده آمریکا است که جمعیت آن در سرشماری سال ۲۰۱۰ میلادی، ۵۰۶ نفر بوده‌است.